# 笠岡バイパス

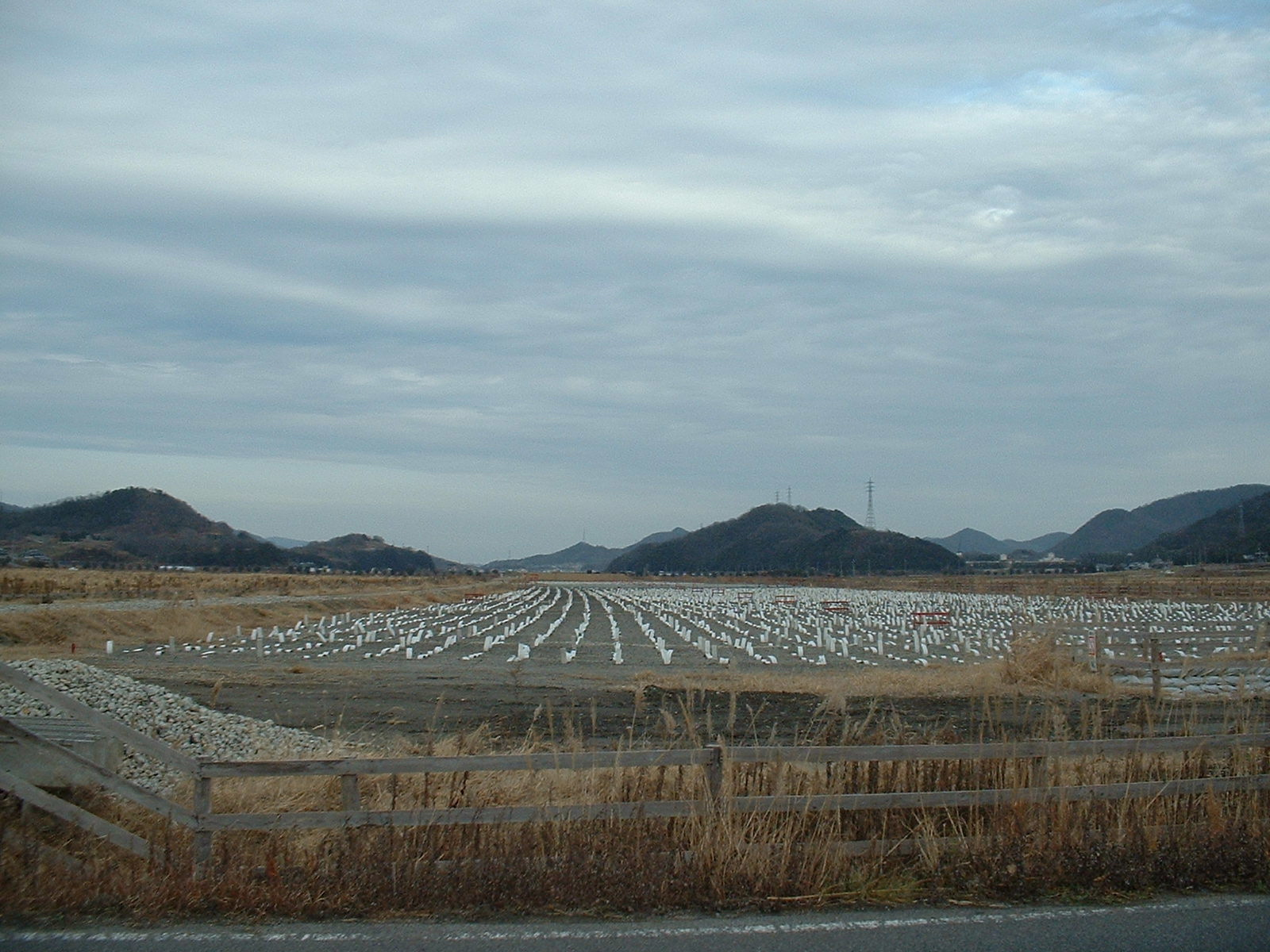
笠岡湾干拓地の地盤改良工事現場

笠岡バイパス（かさおかバイパス）は、岡山県笠岡市西大島新田から同市茂平に至る国道2号のバイパス道路である。笠岡市における渋滞の緩和と社会・経済活動を支援することを目的として計画されたバイパスである。

## 概要
地域高規格道路倉敷福山道路の一部を構成する道路であり、現時点では一部区間の側道部が2008年（平成20年）より暫定供用されている。
本線部は自動車専用道路として計画され、岡山方面に接続する玉島笠岡道路と共に全線開通に向けて建設工事が進められている。

### 路線データ
- 起点 : 笠岡市西大島新田 （国道2号玉島笠岡道路と接続予定）
- 終点 : 笠岡市茂平 （国道2号福山道路と接続予定）
- 延長 : 7.6 km
- 規格 : 第1種第3級（本線部 : 自動車専用道路）[注 2][1]
- 設計速度 : 80 km/h
- 道路幅員
  - 土工部 : 20.5 m （両脇に車道幅 3 m の側道が設置される）
  - 橋梁部 : 19.5 m （両側に側道橋が設置される）
- 車線幅員 : 3.5 m
- 車線数 : 4車線

## 歴史
昭和50年代に笠岡湾バイパスとして構想される。この段階では、当時計画されていた玉島笠岡有料道路（玉島笠岡道路計画の前身）の終点から笠岡湾干拓地を通り、広島県福山市の福山内港に至る構想となっていた。1988年度（昭和63年度）に笠岡市西大島新田から笠岡市茂平に至る一般国道2号笠岡バイパスとして事業化された。
2008年（平成20年）3月15日に、側道部（一部は既存の県道・笠岡市道を利用）と、その関連道路として岡山県道47号倉敷長浜笠岡線の新道が同時開通した。

### 年表
- 1988年（昭和63年）8月30日 : 都市計画決定。
- 1990年度（平成2年度） : 笠岡湾干拓地の一部を用地買収[4]。
- 1994年（平成6年）12月16日 : 倉敷福山道路が地域高規格道路の計画路線に指定。
- 1996年度（平成8年度） : 地域高規格道路の調査区間に指定[4]。
- 1998年度（平成10年度） : 地域高規格道路の整備区間に指定、笠岡湾干拓地の軟弱地盤対策工事に着手[4]。
- 1999年度（平成11年度） : 西大島新田地区の用地着手。
- 2001年度（平成13年度） : 西大島新田・入江地区の工事着工[4]。
- 2005年度（平成17年度） : 寺間地区の工事着工[4]。
- 2008年（平成20年）3月15日 : 入江側道橋（西大島新田 - 入江、0.4 km）および笠岡湾干拓地内側道部（カブト南町 - 港町、2.9 km、寺間側道橋含む）の供用開始[4][注 3]。
- 2011年（平成23年）8月4日 : 道の駅笠岡ベイファームを開設[4][5]。
- 2011年度（平成23年度） : 都市計画変更に伴い、本線部が自動車専用道路として建設されることになる[1]。
- 2012年（平成24年）10月22日 : 舗装の傷みが進行してきたため、旧港湾道路部分（港町 - 茂平、1.6 km）をリニューアル開通[6]。
- 2018年度（平成30年度）神島側の新神島大橋取り付け部付近の掘削工事や干拓地内の未成区間の地盤改良工事が開始される。

## 路線状況
部分開通時の国道2号三原バイパス（広島県三原市）のように現道からバイパスへの積極的な誘導を図った結果、バイパスへの接続道路において沿道環境が悪化したという事例もあって、国道2号現道からの案内標識等によるバイパスへの積極的な誘導は行われていない。

### 道路施設
- 道の駅笠岡ベイファーム （笠岡市カブト南町）

## 地理
主に笠岡湾干拓地内を通る。

### 通過する自治体
- 岡山県
  - 笠岡市

### インターチェンジなど
- 上側が起点側、下側が終点側。
- 施設名欄の背景色が■である部分は施設が供用されていない、または完成していないことを示す。
- 未開通区間のIC名は仮称。

#### 本線部
| IC番号                                    | 施設名       | 接続路線名                      | 大阪から (km) | 備考           | 所在地 |
| ----------------------------------------- | ------------ | ------------------------------- | ------------- | -------------- | ------ |
| 国道2号（玉島笠岡道路）岡山方面〔建設中〕 |              |                                 |               |                |        |
|                                           | 笠岡東IC     | 県道47号倉敷長浜笠岡線          |               |                | 笠岡市 |
|                                           | 新笠岡港東IC |                                 |               | 岡山方面出入口 | 笠岡市 |
|                                           | 新笠岡港西IC |                                 |               | 福山方面出入口 | 笠岡市 |
|                                           | 笠岡西IC     | 県道3号井原福山港線（市道経由） |               |                | 笠岡市 |
| 国道2号（福山道路）福山方面〔計画中〕     |              |                                 |               |                |        |

#### 側道部
| 交差する道路                                                          | 交差する場所 | 大阪から (km) |
| --------------------------------------------------------------------- | ------------ | ------------- |
| 国道2号 玉島笠岡道路                                                  |              |               |
| 県道47号倉敷長浜笠岡線                                                | -            |               |
| 県道195号神島外港線                                                   | -            |               |
| この間未開通                                                          |              |               |
| 市道N015号笠岡湾干拓15号カブト南町線（県道195号神島外港線に間接接続） | -            |               |
| 市道F421号茂平143号長瀬線（県道3号井原福山港線に間接接続）            | -            |               |
| 国道2号 福山道路                                                      |              |               |

### 当該道路の位置関係
（岡山市方面） - 玉島笠岡道路 - 笠岡バイパス - 福山道路 - （広島市方面）

## 今後の見通し
- 2025年度（令和7年度） : 笠岡東IC（仮称） - 新笠岡港東IC（仮称）間2.8 km開通予定[2][注 1]。

当初は玉島笠岡道路と共に2025年度（令和7年度）の全線開通を予定していたが、一部区間で盛土の変状が発生したことにより対策として工法の見直しを行うため、この年度の開通予定は上記区間のみに変更された。残りの新笠岡港東IC（仮称） - 笠岡西IC（仮称）間の開通時期について、国土交通省中国地方整備局岡山国道事務所は工程精査中と発表している。また、玉島笠岡道路についても硬い岩盤が想定より多く見つかり掘削に時間を要するため、全線開通予定が2026年度（令和8年度）に変更されている。